# Лиони
Лио́ни (итал. Lioni) — коммуна в Италии, располагается в регионе Кампания, в провинции Авеллино.
Население составляет 6279 человек (на 2004 г.), плотность населения составляет 133 чел./км². Занимает площадь 46 км². Почтовый индекс — 83047. Телефонный код — 0827.
Покровителем населённого пункта считается святой Рох. Праздник ежегодно празднуется 16 августа.